# کارون
رود کارون پرآب‌ترین، بزرگ‌ترین و طولانی‌ترین رودخانهٔ ایران است، که از زردکوه در استان چهارمحال و بختیاری سرچشمه گرفته و سپس رودهای بهشت آباد، رود بازفت، رود کوهرنگ، رودخانه سبزکوه، رودخانه ارمند و رودخانه خرسان به آن افزوده می‌شوند و سرانجام در خلیج فارس آرام می‌گیرد.
حوضه آبریز رودخانه کارون در محدوده ۸ استان چهارمحال بختیاری، خوزستان، لرستان، اصفهان، کهگیلویه و بویراحمد، مرکزی، فارس و همدان واقع شده‌است.
رود کارون با درازای ۹۵۰ کیلومتر، طولانی‌ترین رود ایران است. آب آشامیدنی اهواز از رودخانه کارون تأمین می‌شود. علاوه بر اهواز، شهرهای گتوند شوشتر، مسجدسلیمان، خرمشهر و ایذه در حاشیهٔ این رود قرار دارند. رودخانه کارون به غیر از تأمین آب آشامیدنی و کشاورزی و تولید برق مصرفی دارای مواهب دیگری نیز است، ازجمله بستر مناسبی، برای جذب سرمایه‌گذاری و ایجاد مکان‌های تفریحی پررونق و نیز حمل و نقل کالا هست؛ به علت آن که از طریق آن می‌توان کالاهای تجاری و صادراتی ایران را با استفاده از حمل و نقل آبی، از اهواز و حتی شوشتر تا بنادر بین‌المللی خوزستان مانند خرمشهر و آبادان منتقل کرد، این توان اسیب می‌شود به‌دلیل خشک شدن رود‌خانه کارون.
رود کارون هفدهمین میراث طبیعی ایران است که توسط سازمان میراث فرهنگی در ۲۰ بهمن ۱۳۸۹ در فهرست میراث طبیعی ایران قرار گرفت.

## واژه‌شناسی
این واژه در زبان سنسکریت کارونیه به معنای ستودنی بوده‌است. در برخی منابع اشاره شده که در گذشته‌های دور، نام این رود، با توجه به محل سرچشمه‌های اصلی آن کوهرنگ بوده و به مرور زمان این نام به اشتباه تبدیل به نام کنونی یعنی کارون شده‌است. در دانشنامه خلیج فارس، عمان و عربستان مرکزی نیز برای اشاره به این رود از واژهٔ دُجَیل استفاده شده که این واژه به «دجلهٔ کوچک» ترجمه می‌شود.

## سرچشمه و شاخه‌ها

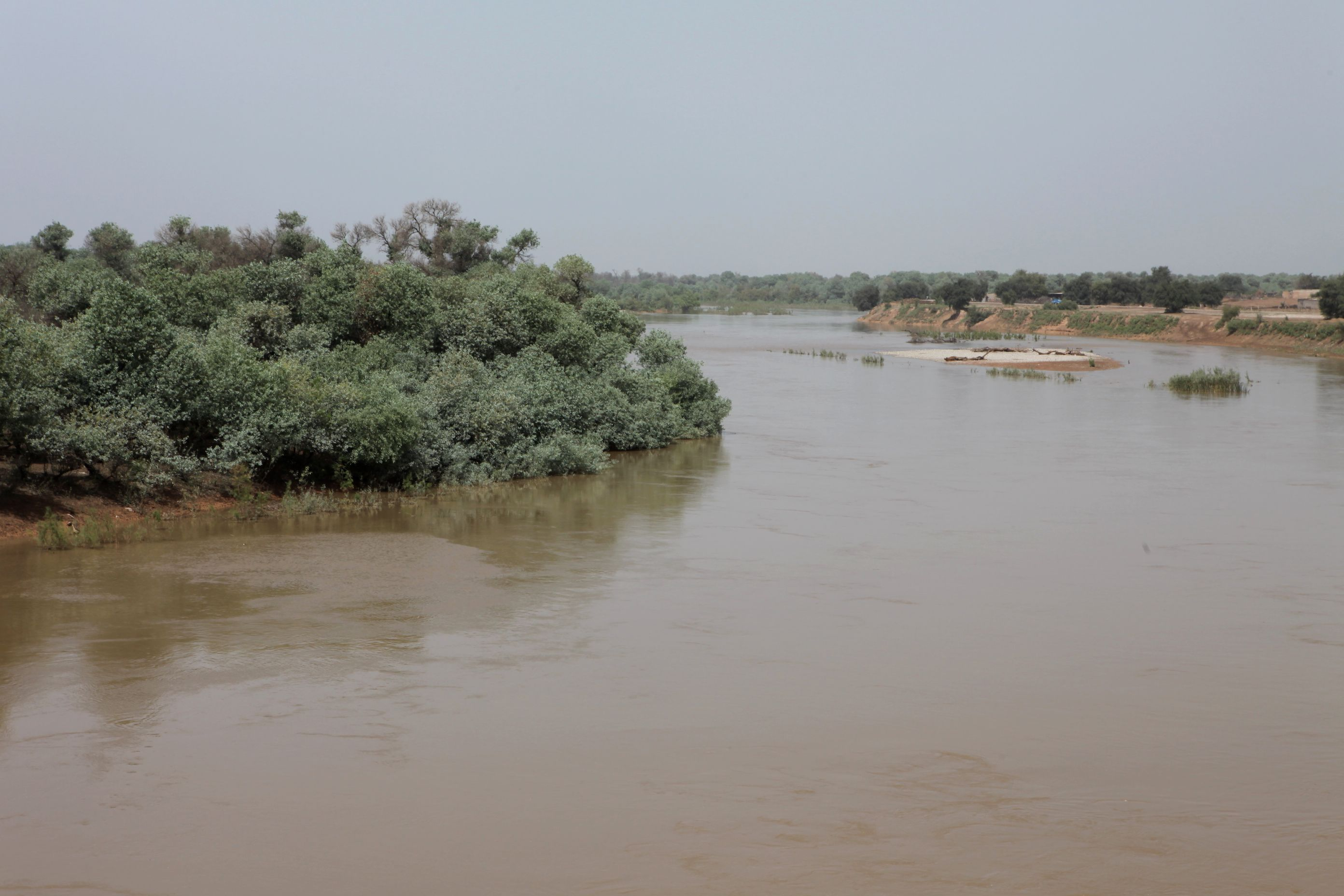
رود کارون در منطقه شوش

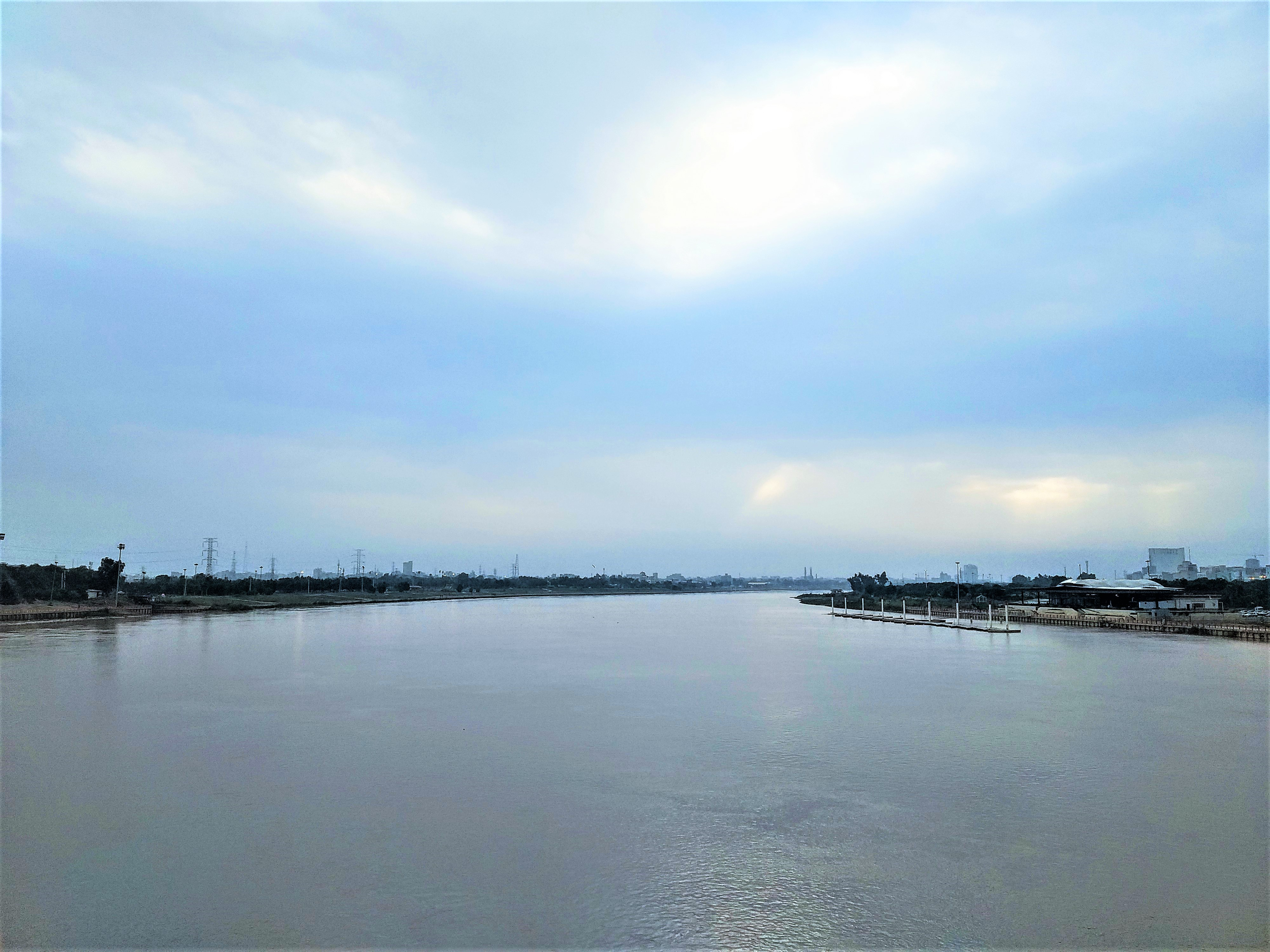
رود کارون در اهواز

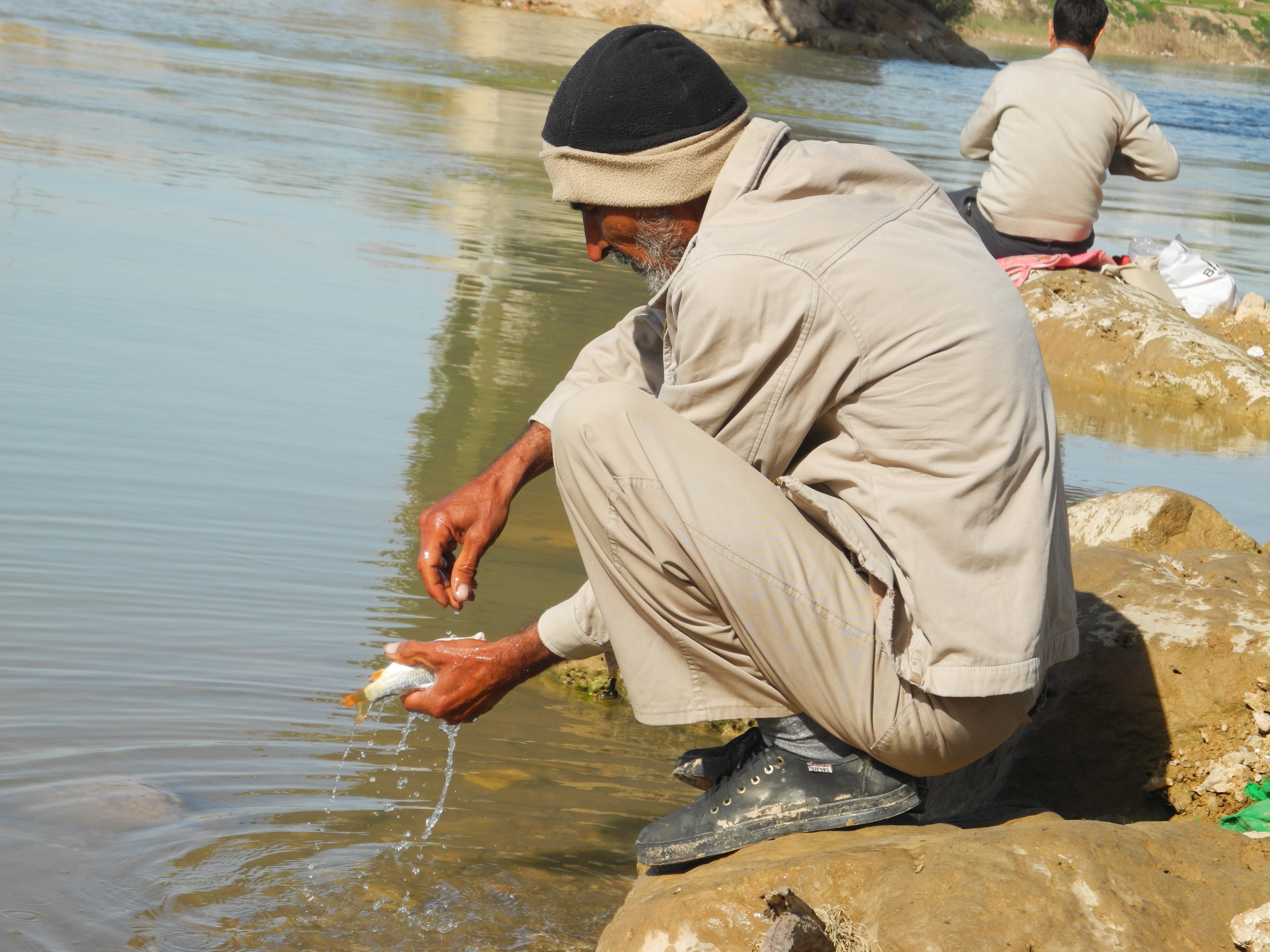
ماهیگیری در کارون

صابئین مندایی‌ها که بیشتر آنها ساکن استان خوزستان و شهرستان اهواز هستند هر سال به مناسبت تولد حضرت یحیی در رودخانه کارون به غسل تعمید و دعا و نیایش می‌پردازند.

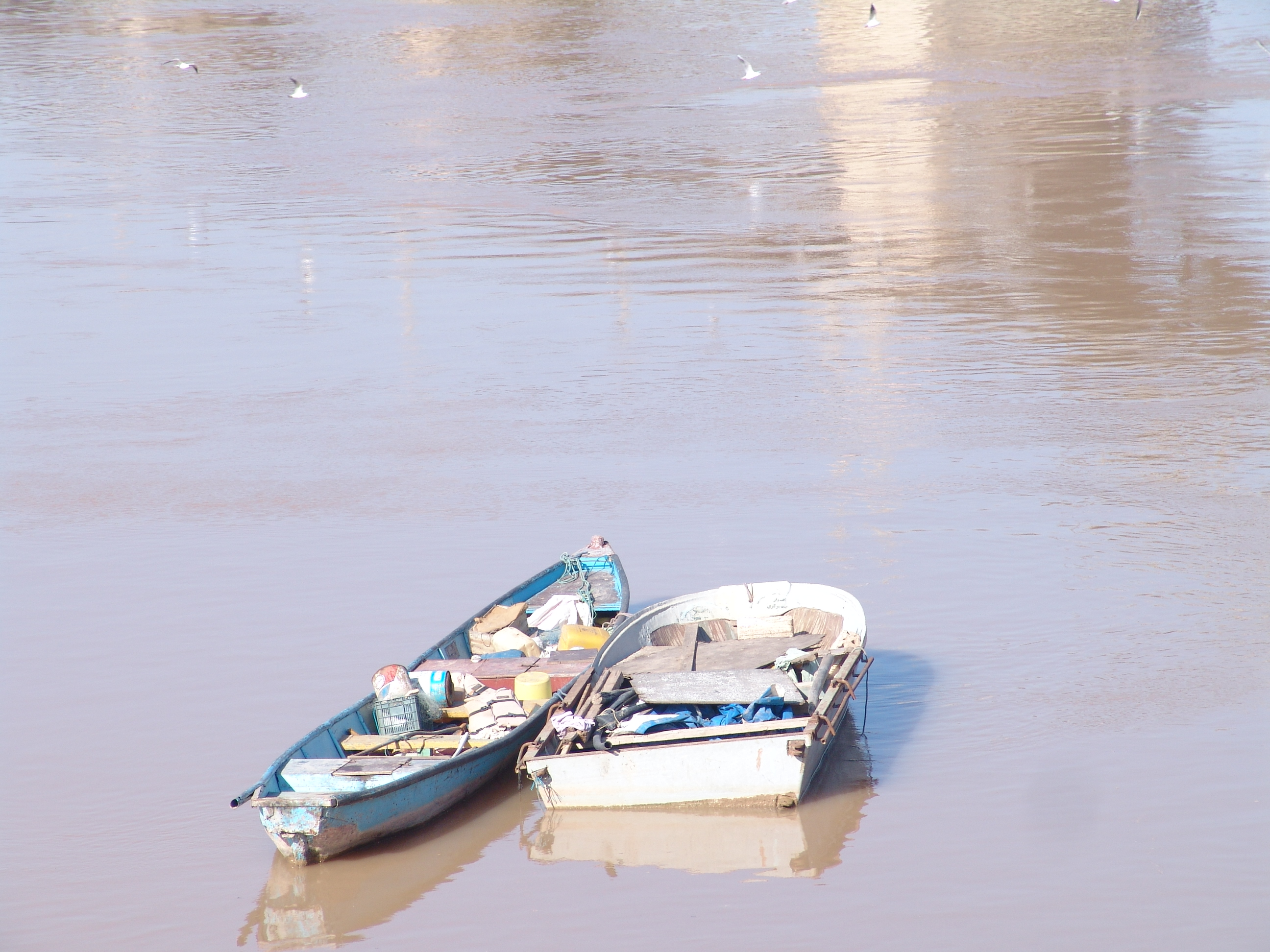
دو قایق کوچک ماهیگیری در کارون

- سرشاخه‌های اصلی کارون: چشمه کوهرنگ، چشمه برم لردگان، رودخانه بهشت آباد، رودخانه ارمند، رودخانه سبزکوه، رودخانه کوهرنگ، رودخانه بازفت ورودخانه خرسان در استان چهار محال و بختیاری قرار دارد.

ولی سرشاخه‌های فرعی آن عبارتند از:
- رودخانه‌های شهرستان الیگودرز
- رودخانه‌های آبسرده و گلرود در شهرستان بروجرد
- رودخانه‌های تیره و ماربره در شهرستان دورود
- رودخانه‌های رودبار، آب بوره، چران، کلک و میدانک در فریدون‌شهر در استان اصفهان
- رودخانه‌های ونک، ماربر و آب ملخ و رودخانه‌های دامنه شمالی دنا در سمیرم در استان اصفهان
- رودهای دامنه جنوبی دنا در کهگیلویه و بویراحمد

کارون پس از گذر از مناطق کوهستانی و پر پیچ و خم ایذه و در قسمت‌های عشایر نشین شهرستان‌های اندیکا و مسجدسلیمان، وارد دشت خوزستان می‌شود. رود کارون در شمال شوشتر به دو شاخه تقسیم می‌شود که در جنوب شوشتر با یکدیگر پیوند می‌یابند. مهم‌ترین شاخهٔ فرعی کارون، رود دز است که پس از عبور از استان لرستان وارد خوزستان شده و پس از عبور از میان شهر دزفول در بخش شعیبیه شهرستان شوشتر در منطقه‌ای به نام بند قیر به کارون می‌پیوندد. رود کارون در مرز ایران و عراق، به اروندرود پیوسته و روانه خلیج فارس می‌شود. پیچ و خم‌های موجود در سر راه این رود، خوزستان را به جلگه‌ای بی‌نظیر تبدیل کرده‌است. روزانه ۲۰ هزار متر مکعب آب از رودخانه کرخه توسط آبراهی به نام کانال شهید چمران به رودخانه کارون منتقل می‌شود.

## جغرافیای تاریخی
در منابع کهن تاریخی از کارون با نام دجیل اهواز یاد شده‌است.
یاقوت حموی بغدادی در این باره می‌نویسد:

دجیل نیز نام رودی در اهواز است. اردشیر بابکان یکی از پادشاهان ایران آن را برآورد. حمزه گوید نام این رود در حکومت ایران «دیلدا کودک» بود و معنی آن دجله کوچک است و عرب‌ها آن را «دجیل» خواندند و سرچشمه آن در سرزمین لرها است که در آبادان به خلیج فارس می‌ریزد.
ابن خرداذبه و ابن فقیه نیز با اشاره به نام دجیل اهواز سرچشمه آن را سرزمین بختیاری برشمرده‌اند.
سردار اسعد بختیاری در کتاب تاریخ بختیاری چنین می‌نویسد:

آب کورنگ دو چشمه است یکی موسوم به ماربر دیگری موسوم به محمودکر، این دو چشمه وقتی متصل شد موسوم به کرنگ و کرن است وقتی داخل صحرای خوزستان شود به کارون نامیده می‌شود که از جبال سرحدهای اصفهان به جانب جنوب بیرون آمده از نهر مقعر به طرف کوه گیلویه و خوزستان می‌رود و به شط العرب می‌پیوندد.
تا سده چهارم هجری دو شاخهٔ کارون که در شمال شوشتر جدا می‌شدند هر یک راه جداگانه خود را تا دریا رسانیده و دیگر به هم نمی‌پیوستند. شاخهٔ شرقی که مسرقان (گرگر یا دودانگه) نامیده می‌شد نخست از میان شهر عسکر مکرم و سپس از کناره‌های شرقی اهواز گذشته و رستاق یا محالی را که در میان عسکر و اهواز بر کناره‌های آن رود، آباد و از آبهای آن فاریاب بودی «رستاق مسرقان» نامیدند؛ و نیشکر فراوان در آن محل کشت می‌شده‌است، حمدلله مستوفی می‌گوید که شهری به نام مسرقان نیز در آنجا آباد بوده‌است. استخری در سده چهارم هجری قمری دربارهٔ مسرقان می‌نویسد:

از ناحیه شوشتر نهر مسرقان جاریست که به عسکرمکرم و اهواز منتهی می‌شود و از اهواز فراتر نمی‌رود در آن کشتی‌های بزرگ روان‌اند. من از عسکرمکرم تا اهواز با کشتی رفتم و فاصله آن‌ها هشت فرسخ است و شش فرسخ را در نهر پیمودیم و سپس از کشتی خارج شدیم و مابقی را تا اهواز پیاده رفتیم و باقی این نهر تا اهواز راهی خشک بود.

## سدها
سدهای مختلفی بر روی این رودخانه و شاخه‌های دیگر آن ساخته شده‌اند که مهم‌ترین آنها: سدهای کارون ۱، کارون ۳، کارون ۴، مسجد سلیمان و در پایین‌دست، سدهای گتوند علیا و سد تنظیمی گتوند می‌باشند. سختان ۴۰ سد روی رود کارون شریان اصلی آب استان را که اکنون در خشکسالی به سر می برد قطع کرد.
این سدها به‌طور عمده با هدف تولید برق و مهار سیلاب‌ها ساخته شده و تحت مدیریت وزارت نیروی ایران هستند اما که هنوز مشکل برق تو ایران است. محل ساخت سد کارون۲ در نزدیکی شهر تاریخی ایذه و در منطقه سوسن و در نقطه‌ای بین سدهای کارون۱ و ۳ برنامه‌ریزی شده بود اما به‌دلیل وجود اماکن تاریخی و آثار باستانی در این منطقه و احتمال به زیر آب رفتن و تخریب این بناها، فرآیند ساخت این سد، همچنان در هاله‌ای از ابهام قرار دارد. ساخت سدی دیگر به نام کارون۵ در بالادست سد کارون۴ نیز درحال مطالعه و بررسی است.
سدهای کارون۱ و کارون۳ و سد مسجدسلیمان هر یک بین ۱۰۰۰ تا ۲۰۰۰ مگاوات‌ساعت برق تولید می‌کنند و سد کارون۴ نیز پس از تکمیل، ۱۰۰۰ مگاوات‌ساعت برق تولید می‌کند.
بر روی رودهای مرتبط و شاخه‌های دیگر کارون نیز سدهای دیگری ساخته شده یا در دست احداث و مطالعه هستند. سد دز بر روی رود دز ساخته شده و سدهای خِرسان۳ و سد بختیاری نیز درحال احداث هستند.

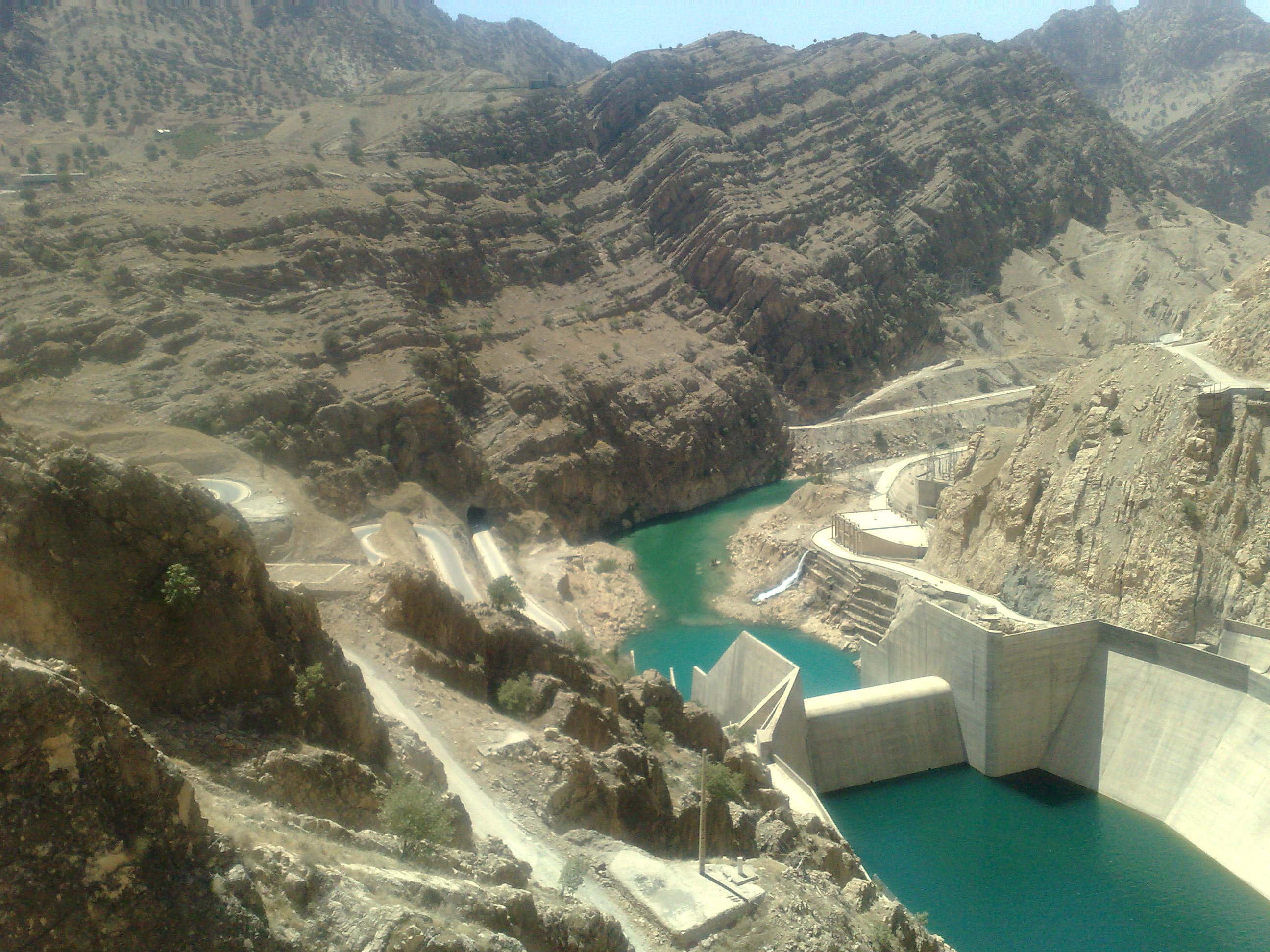
سد کارون۳

## وضعیت رود کارون

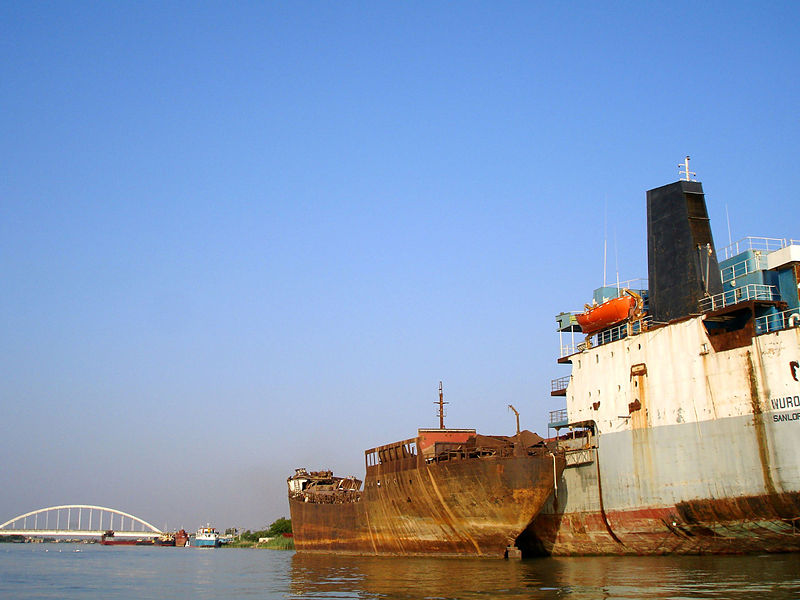
کشتی‌های متروکه و پل کارون در خرمشهر.

### مشکلات رود کارون
1. طوفان‌ها - هنگامی که رودخانه خشک می‌شود، زمین‌های کشاورزی خشک و محیط‌های ناپایدار ایجاد می‌شود که منجر به تشکیل طوفان‌های گرد و غبار و افزایش بارندگی در هوا می‌شود. این یک روزنه دیگر برای آلودگی و مشکلات سلامتی است.[۲۰]
2. آلودگی رود کارون.پس ماند فاضلاب شهری و صنعتی در رود ریخته می‌شود و هم چنین حل شدن کوه نمکی عنبل در پشت سد گتوند بر آلودگی تاثیر دارد.[۲۱][۲۲]
3. انتقالات نابجای آب از حوضه ی کارون به دیگر حوضه ها به‌خصوص به حوضه ی زاینده رود در کاهش دبی رود تاثیر به سزا دارد،مانند طرح بهشت آباد[۱۷]
4. تغییر آب‌وهوا - افزایش خشکی، کاهش میزان بارندگی در منطقه و افزایش اثر گرما نیز از عوامل تسریع در خشک شدن رودخانه هستند.[۲۳]

### آبرسانی
آب آشامیدنی شهرهای مرکزی و جنوبی که در پیرامون مسیر رود کارون قرار دارند، شامل گتوند، شوشتر، ملاثانی، اهواز، خرمشهر و روستاهای اطراف آنها، از خود رود کارون فراهم می‌شود. امروزه آبرسانی سالم و بهداشتی شهرهای شمال‌شرق خوزستان، شامل شهرهای ایذه و باغملک، از سد کارون ۳ در دست بررسی توسط سازمان آب و برق خوزستان قرار دارد.

### محیط زیست کارون
آلودگی رود کارون از مشکلات مهم این رودخانه است. صدرات جنس زیادی در کارون می‌شود مثل نفت. در زمان الانی این صدرات نمی‌شود به‌دلیل خشک شدن این رود‌خانه ولی سازمان آب و برق خوزستان بر این باور است که شرکت توسعه نیشکر و صنایع جانبی با ورود آلاینده‌ها و زهاب‌های خود یکی از آلوده کنندگان اصلی رودخانه کارون هستند. شرکت توسعه نیشکر به عنوان یکی از آلاینده‌های رودخانه کارون در ستاد جرایم دادگستری خوزستان (که آلودگی این رودخانه را به صورت ویژه از سال ۸۸ دنبال می‌کند) نیز نام برده شده‌است.
معاونت کشاورزی شرکت توسعه نیشکر و صنایع جانبی می‌گوید: «قطره‌ای از زه آب‌های کشت و صنعت‌های نیشکر در جنوب خوزستان وارد کارون نمی‌شود و شرکت توسعه نیشکر در راستای حفظ شرایط مطلوب کیفی رودخانه کارون نسبت به احداث سرجمع ” ۲۴۲ کیلومتر کانال برای پیشگیری از ورود زه آب‌های خود به کارون اقدام کرده‌است، بطوریکه می‌توان گفت این شرکت تنها مجموعه کشاورزی استان خوزستان است که برای عدم انتقال زه آب اراضی به رودخانه‌های منطقه اقدام نموده‌است همچنین کشت و صنعت‌های نیشکری خود بهره‌بردار آب کارون هستند، پس بدون شک اگر شرکت‌های نیشکری تأثیر ناگواری بر کیفیت آب کارون داشته باشند تیشه به ریشه خود می‌زنند، بنابراین رابطه بین توسعه نیشکر و کارون یک رابطه متقابل است و ما باید با حفظ کارون تولید پایدار خود را ثبات ببخشیم».
پسابهای کشاورزی مهم‌ترین منبع آلودگی رودخانه کارون است که ۴۸ درصد پسابهای ورودی به کارون را شامل می‌شوند. پس از پسابهای کشاورزی، نیز فاضلاب شهری با ۲۶ درصد در رتبه دوم آلایندگان رودخانه کارون قرار دارد.
همچنین احداث مزارع پرورش غیرمجاز ماهی در سرشاخه‌های رودخانه بزرگ کارون ازجمله رودخانه ارمند، رودخانه بهشت آباد، کاج، کارون میانی و… در استان چهارمحال و بختیاری، محیط زیست این رودخانه را تحت تأثیر قرار داده و به‌طورعملی زندگی زیست‌بوم آبی و تنوع زیستی این رودخانه را با خطر روبرو کرده‌است.

### ضرورت لای‌روبی
پس از جنگ ایران و عراق، و با ته‌نشینی رسوبات و شناورهای صیادی، این رودخانه برای کشتیرانی غیرقابل استفاده شده‌است. انجام طرح‌های لایروبی رودخانه، ازجمله راهکارهای پیشنهادی برای رفع این مشکل است.
۲۳ میلیون مترمکعب از رودخانه کارون باید لایروبی شود که حدود ۱۰ میلیون مترمکعب از این میزان، مربوط به لایروبی در محدوده شهر اهواز است.

## انتقال آب و خطر خشک شدن کارون
طرحهای زیادی برای انتقال آب از حوضه کارون درحال بهره‌برداری یا درحال ساخت هستند. علاوه بر این مطالعات بسیاری برای انتقال آب از حوضه کارون به سایر حوضه‌ها در کویر مرکزی ایران در دست مطالعه است. این در حالی‌ست که در سال‌های گذشته در مواقع قابل توجهی از سال، دبی رودخانه کارون کمتر از حداقل دبی تعیین شده بوده‌است. طرحهای انتقال آب از حوضه کارون بزرگ و دبی آنها بنا بر اعلام سازمان آب و برق خوزستان (زیر مجموعه وزارت نیرو) به شرح زیر است. گفتنی است این آمار در معرض تغییرات هستند. اردکانیان، وزیر نیروی وقت اعلام نمود فقط ۳ درصد از آب زاگرس منتقل شده و علت کم‌آبی کارون طرحهای انتقال آب نیست. معاون وقت وزارت نیرو نیز مدعی شد علت اصلی کم‌آبی خوزستان، کشت گسترده شلتوک و کشاورزی کم بازده با محصولات آب‌بر در اطراف کارون در گستره جلگه خوزستان می‌باشد. از سوی دیگر برخی، آمارهای رسمی انتقال آب از حوضه کارون از نادرست و کمتر از انتقال آب واقعی می‌دانند. ازجمله نمایده اهواز در مجلس در سال ۱۳۹۳ از کشف تونلی مخفی برای انتقال آب کارون به فولاد مبارکه اصفهان خبر داد که سازمان آب و برق خوزستان از وجود آن اظهار بی‌اطلاعی می‌کند. عضو هیئت علمی گروه هیدرولوژی و منابع آب دانشگاه شهید چمران اهواز نیز اظهار داشت آورد کارون در بیست سال گذشته از ۱۹ میلیون مترمکعب به ۱۴ میلیون مترمکعب رسیده و مسئولان باید پاسخ دهند این ۵ میلیون مترمکعب از آب کارون کجا رفته‌است.
با وجود اینکه سازمان حفاظت محیط زیست، سازمان بازرسی کل کشور و مرکز پژوهش‌های مجلس مخالفت خود را با اجرای برخی طرح‌های انتقال آب اعلام کرده‌اند، اما طرحهای انتقال آب از سرشاخه‌های کارون بزرگ (کارون و دز) به فلات مرکزی اجرا شده یا همچنان درحال اجراست.
هفتمین طرح انتقال آب کوهرنگ ۳، برای انتقال ۲۵۰ میلیون مترمکعب از سرشاخه‌های کارون به زاینده رود اجرا شده که پیش از تکمیل درحال بهره‌برداری است. مجوز این طرح در سال ۹۳ باطل شده بود که در سال ۹۶ درخواست منع توقیف عملیات اجرایی سد کوهرنگ از سوی سازمان محیط زیست به قوه قضاییه اعلام و مجوز آن تمدید شد که دادخواست انجمن‌های محیط زیستی از معاون سازمان حفاظت محیط زیست را به دنبال داشت.
برنامه انتقال آب سرشاخه‌های کارون به دشت رفسنجان (ونک-سولگان) که از سال ۱۳۸۱ مسکوت مانده بود در سال ۱۳۹۳ با نامه وزارت نیرو دوباره به جریان افتاده که انتقادات بسیاری را به دنبال داشته‌است. کلانتری رئیس سازمان حفاظت محیط زیست در آخرین سفر خود به خوزستان گفته بود که این طرح به‌دلیل مشکلات زیست‌محیطی رد شده‌است.
کاهش شدید آب رودخانه کارون باعث بیکاری کشاورزان، ممنوعیت‌های برداشت آب، افزایش غلظت آلودگیها و کاهش کیفیت آب شرب در خوزستان شده‌است. در پاییز سال ۱۳۹۲، این رودخانه دچار کم‌آبی شدید شد به طوری که در اهواز، عمق آب به یک متر رسید و وضعیت اضطراری اعلام شد.

### مشخصات کلی طرحهای انتقال آب از حوضه کارون بزرگ
طرحهای زیادی برای انتقال آب از حوضه کارون درحال بهره‌برداری یا درحال ساخت هستند. علاوه بر این مطالعات بسیاری برای انتقال آب از حوضه کارون به سایر حوضه‌ها در کویر مرکزی ایران در دست مطالعه است. این در حالی‌ست که در سال‌های گذشته در مواقع قابل توجهی از سال، دبی رودخانه کارون کمتر از حداقل دبی تعیین شده بوده‌است. طرحهای انتقال آب از حوضه کارون بزرگ و دبی آنها بنا بر اعلام سازمان آب و برق خوزستان (زیر مجموعه وزارت نیرو) به شرح زیر است. گفتنی است این آمار در معرض تغییرات هستند. از سوی دیگر برخی، آمارهای رسمی انتقال آب از حوضه کارون را نادرست و کمتر از انتقال آب واقعی می‌دانند.
طرحهای درحال بهره‌برداری

- تونل کوهرنگ ۱(از کارون به زاینده رود): ۳۲۳ میلیون متر مکعب
- تونل کوهرنگ ۲(از کارون به زاینده رود): ۳۲۶ میلیون متر مکعب
- طرح قمرود (از دز به قمرود): ۱۸۱ میلیون متر مکعب (ظرفیت در آینده به ۲۵۰ میلیون متر مکعب افزایش خواهد یافت)، قطر تونل: چهار و شش دهم متر[۴۰]
- تونل چشمه لنگان (از دز به زاینده رود): ۱۲۰ میلیون متر مکعب[۴۰]
- تونل خدنگستان (از دز به زاینده‌رود): ۸۴ میلیون متر مکعب، قطر تونل: ۳/۲ متر[۴۰][۴۱]
- طرح انتقال آب کارون به تالاب شادگان از حوضه کارون بزرگ به حوضه زهره-جراحی: با ظرفیت ۱۵۰ میلیون متر مکعب[۴۲][۴۳]

طرحهای درحال ساخت 

- تونل کوهرنگ ۳(از کارون به زاینده رود): ۲۵۳ میلیون متر مکعب (آمار قدیمی‌تر ۱۲۰ میلیون متر مکعب اعلام شده بود)[۴۴]
- سد و تونل کمال صالح (از دز به اراک): ۶۵ میلیون متر مکعب
- طرح بهشت آباد (از کارون به زاینده رود): ۵۸۰ میلیون متر مکعب (طراحی و ساخت تونل بر مبنای انتقال یک میلیارد متر مکعب آب می‌باشد.[۴۵])
- طرح ونک-سولگان - از کارون به رفسنجان و کرمان - ۳۴۳ میلیون متر مکعب (دبی اولیه ۲۰۰ میلیون متر مکعب اعلام شده بود)

طرحهای درحال مطالعه

- سد و تونل گوکان (از کارون به زاینده رود): ۲۰۰ میلیون متر مکعب (آمار بروز شده ۵۲۵ میلیون متر مکعب[۴۶])
- سد شهید (از کارون به آباده-نجف آباد): ۶۰ میلیون متر مکعب
- سد بیده و تونل ماربر (از کارون به آباده-نجف آباد): ۲۳۰ میلیون متر مکعب
- سد و تونل پشندگان - از کارون به زاینده‌رود - ۲۴۵ میلیون متر مکعب[۴۶]
- سد و تونل یلان (از کارون به زاینده‌رود): ۱۶۵ میلیون متر مکعب[۴۶]

### انتقال آب به کشورهای خارجی
- انتقال آب به کویت

ایران در سال ۱۳۸۲ توافقنامه‌ای بلندپروازانه با کویت امضا کرد که بر اساس آن مقرر شد تا ایران سالانه ۳۳۰ میلیون متر مکعب آب به کویت منتقل کند. این طرح انتقال آب هیچگاه به تصویب مجلس ایران نرسید و وارد مرحله اجرایی نشد.
- انتقال آب به بصره

شبکه تلویزیونی بلادی کشور عراق گزارشی پخش کرد که در آن ادعا شد عراق با جمهوری اسلامی ایران برای تأمین آب بصره به توافق رسیده و مردم بصره از رهبر ایران تشکر می‌کنند. وبسایت تابناک نیز گزارش داد که طبق اخبار منابع محلی قرار است انتقال آب به بصره از ایستگاه پمپاژ قیصریه در طرح تأمین آب غدیر در شهر هویزه فراهم شود، اما وزیر نیرو در سال ۱۳۹۷ (تابستان ۲۰۱۸) به‌وضوح اعلام کرد «هیچ طرح و برنامه‌ای برای انتقال آب به خارج از مرزهای کشور نداریم. چنین موضوعی در دهه هشتاد هم مطرح بود، ولی لغو شد.» مدیرکل حفاظت محیط زیست خوزستان نیز اعلام کرد که «تاکنون هیچ مکاتبه یا جلسه‌ای در خصوص انتقال آب رودخانه کارون به بصره در خوزستان انجام نشده است.»

## مستند
نخستین مستندی که در ایران ساخته شد مستندی به نام علف بود. بخشی از این مستند به عبور اهالی بختیاری با پوست باد شده حیوانات از این رودخانه اشاره دارد.